# Super Wings
Super Wings (kor. 출동! 슈퍼윙스; chiń. 超级飞侠; ang. Super Wings) – amerykańsko-chińsko-południowokoreański serial animowany z 2014 roku, emitowany w Polsce na kanale TVP ABC.

## Fabuła
Super Wings to drużyna samolotów, które potrafią zmieniać się w roboty. Mają swoje lotnisko na bliżej nieokreślonej wyspie na Pacyfiku. Ich zadaniem jest dostarczanie przesyłek do oczekujących na nie dzieci. W każdym odcinku Dżetek, główna postać, leci w inne miejsce, by dostarczyć jakiemuś dziecku zamówioną paczkę. Na miejscu rozwiązuje też problemy, które się pojawiają. Gdy potrzebuje pomocy, wzywa któregoś z przyjaciół.

## Postacie
- Dżetek (kor. 호기, chin. 乐迪, ang. Jett) – główny bohater. Biało-czerwony samolot-robot, który dostarcza przesyłki dzieciom na całym świecie. Głosu w wersji angielskiej użyczył Luca Padovan.
- Śrubek (kor. 도니, chin. 多多, ang. Donnie) – żółto-niebieski samolot. Potrafi budować i reperować używając swojej skrzynki z narzędziami. Głosu w wersji angielskiej użyczył Colin Critchley
- Frunia (kor. 아리, chin. 小爱, ang Dizzy) – różowo-biały helikopter ratunkowy płci żeńskiej. Ratuje ludzi w razie wypadku. Głosu w wersji angielskiej użyczyły Junah Jang (1 sezon) i Jenna Iacono (2 sezon)
- Lotek (kor. 재롬, chin. 酷飞 ang. Jerome) – niebieski samolot. Interesuje się tańcem. Lubi być w centrum uwagi. Głosu w wersji angielskiej użyczył Evan Smolin.
- Trafik (kor. 봉반장, chin. 包警长, ang. Paul) – niebiesko-szary policyjny samolot. Na co dzień strzeże lotniska. Niekiedy pomaga Dżetkowi używając swoich detektywistycznych umiejętności. Głosu w wersji angielskiej użyczył Gary Littman.
- Dziadzio Albert (kor. 다알지 할아버, chin. 胡须爷爷, ang. Grand Albert) – pomarańczowy, starszy wiekiem, doświadczony samolot. Pomaga Dżetkowi używając swojej "walizki wspomnień", w której przechowuje przydatne rzeczy. Głosu w wersji angielskiej użyczył Bill Raymond.
- Mira (kor. 미나, chin. 小青) – zielony samolot płci żeńskiej. Umie nurkować w wodzie. Głosu w wersji angielskiej użyczyła Elana Caceres
- Śmigu (chin. 卡文, ang. Bello) – biało-czarny samolot. Zna mowę zwierząt. Głosu w wersji angielskiej użyczył Jason Griffith
- Odlot (chin. 酷雷, ang. Chase) – ciemnoniebieski samolot szpiegowski. Może przekształcić się w prawie wszystko. Pojawia się w drugiej serii. Głosu w wersji angielskiej użyczył Will Blagrove
- Nosek (chin. 金刚, ang. Todd) – brązowy samolot. Ma wiertło zamiast nosa. Pojawia się w drugiej serii. Głosu w wersji angielskiej użyczył Joseph Ricci
- Astra (chin. 米莉, ang. Astra) – biały samolot kosmiczny. Pojawia się w drugiej serii. Głosu w wersji angielskiej użyczyła Hayley Negrin. W 3 sezonie jest w zespole Galaxy Wings.
- Flip (chin. 淘淘, ang. Flip) – czerwony samolot, który dużo wie o sporcie. Pojawia się w drugiej serii. Dołączył do Super Wings po tym jak pomógł uratować Dżetka z Trójkąta Bermudzkiego. Głosu w wersji angielskiej użyczył Jian Harrell
- Adam (chin. 金宝, ang. Jimbo) – kontroler lotu. W pierwszym sezonie serialu to jedyny człowiek na lotnisku. On przekazuje w każdym odcinku serialu zadania Dżetkowi. Głosu w wersji angielskiej użyczył J. L. Mount
- Wielki Fru (ang. Big Wing) – niebiesko-biały samolot pasażerski z żółtym paskiem. Jest największym członkiem drużyny Super Wings. W odróżnieniu od pozostałych nie przekształcają się w robota. Głosu w wersji angielskiej użyczył Conor Hall.
- Cargo (chiński: 皮皮; ang. Roy) – holownik od bagażu. Często upuszcza niektóre przedmioty na asfalt, ponieważ niemal zawsze się śpieszy. W wersji angielskiej głosu użyczyła Sofia Fusco.
- Avia (chin. 安琪; ang. Sky) – siostrzenica Adama. Pojawia się w drugiej serii. Pełni funkcję nowej kontrolerki lotu, zastępując Adama, który wybrał się w podróż dookoła świata. Jest jedynym człowiekiem w drużynie Super Wings. W wersji angielskiej głosu użyczyła Madison Kelly.
- Neo (kor. 네오; Chin. 圆圆): Mały samolot w kolorze żółtym i zielonym. Pracuje w fabryce, która się transformuje. Neo jest nieobecny w sezonie 4 i ma powrócić w sezonie 5. W wersji angielskiej głos podkłada Catie Harvey.
- Erka (Kor. 조中田; Chin. 中柔; ang. Zoey): różowo-białe pogotowie, który jest częścią Ekipy Ratowniczej. W wersji angielskiej głos podkłada Alisha Liston.
- Ognik (Kor. 中키; Chin. 中勇; ang. Sparky): jest częścią Ekipy Ratowniczej. Jest również członkiem Super Wings Big Team. W wersji angielskiej głos podkłada Nathan Blaiwes.
- Grusia (Kor. 레미; Chin. 米; ang. Remi): Kobieta mieszania ciężarówki z wymiennych części łóżka, który jest częścią Ekipy Budowniczej. Ona i Kopek (ang. Scoop) są rodzeństwem Śrubka. Jest również członkiem Super Wings Big Team. W wersji angielskiej głos podkłada Camille Schurer.
- Astro (Kor. 한별; Chin. 米克): samolot o białym kolorze. Jest bratem bliźniakiem Astry, który jest częścią Galaxy Wings. W wersji angielskiej głos podkłada Tex Hammond.
- Labek (Kor. 로버; Chin. 流浪者; ang. Rover): biały księżycowy łazik, który jest częścią Galaxy Wings. Jest również członkiem Super Wings Big Team. W wersji angielskiej głos podkłada Isaiah Russell-Bailey.
- Chlapek (Kor. 누피; Chin. 沼澤的; ang. Swampy): zielona łódź, która się transformuje. Jest częścią Ekipy Wodnej. W wersji angielskiej głos podkłada Dashiel Berk.
- Nurek (Kor. 中리; Chin. 威中田; ang. Willie): Zielony okręt podwodny zdolny do podróżowania na lądzie. Jest częścią Ekipy Wodnej. Jest również członkiem Super Wings Big Team. W wersji angielskiej głos podkłada Jalen K. Cassell.
- Miga (Kor. 김순경; Chin. 贝警员;, ang. Kim): samochód policyjny. Jest częścią Patrolu Policji. W wersji angielskiej głos podkłada Araceli Prasarttongosoth
- Prawek (Kor. 배형사; Chin. 徽章; ang. Badge): przechylnik samolot policji, który jest częścią Patrolu Policji. W przeciwieństwie do Trafika, nie zmienia się. Jest również członkiem Super Wings Big Team. W wersji angielskiej głos podkłada Armen Taylor.
- Lola (Kor. 로마 자매; Chin. 羅馬姐妹): myśliwiec, który jest częścią Drużyny Lotka. Jest siostrą Lotka. W przeciwieństwie do Lotka, ona i Derek nie transformują się.
- Derek (Kor. 작i 권총; Chin. 中瑞; ang. Jerry): myśliwiec, który jest częścią Drużyny Lotka. Jest bratem Lotka. W przeciwieństwie do Lotka, on i Lola nie transformują się.
- Crystal (Kor. 보라; Chin. 雪儿; ang. Crystal): Fioletowy samolot-kot. Pomaga ludziom po zamieciach i burzach lodowych.
- Mikro (Kor. 버키; Chin. 巴奇; ang. Bucky) Pomarańczowo-żółty samolot-królik zdolny do kurczenia się, który jest ekspertem owadów z Super Wings. Zajmuje się problemami, które wymagają bycia małymi.
- Sztorm (Kor. 우주; Chin. 小风; ang. Storm): Młody chłopak wprowadzony w sezonie 4 i główny inżynier World Aircraft. Porusza się z plecakiem odrzutowym.
- Grajka (Kor: 써니, Sseoni; Chin: 佩佩, Pèi pèi; ang. Sunny): Pomarańczowo-biały samolot, uwielbia śpiewać i tańczyć i ma małego towarzysza Super Lotka o imieniu Mini Grajka.
- Leo (Kor: 레오; Chin: 雷克, Lake (Léi kè); ang. Leo): Niebieski latający samochód, jak Flip w sezonie 2, dołączył do Super Wings, gdy Adam zaoferował mu możliwość zostania jednym z nich. Ma nowego Super Lotka o nazwie Mini Leo.
- Super Lotki (Kor: 슈퍼펫, Syupeo Pes; Chin: 超级宠物, (Chāojí chongwù, ang. Super Pets): Znane również jako Super Minis; Jest ich 7, Super Lotki to towarzysze Super Wings; mogą przekształcić się w różne obiekty, np.: Rękawica, Poduszka Ratunkowa, Tarcza, liny lub głośnik. Są bardzo słodkie i zabawne. Ich imiona: Mini Dżetek, Mini Frunia, Mini Śrubek, Mini Trafik, Mini Astra, Mini Grajka i Mini Leo.
- Fred (kor: 프레드 , Peuledeu; chin: , Fú léi dé): Pomarańczowo-biały samolot płci męskiej, pojawia się podczas odcinka wprowadzającego „Parada Pingwinów” (sezon 1) i „Moskiewskie Metro” (sezon 3). W przeciwieństwie do Super Wings, Fred nie zmienia się w robota.
- Piorun (kor: 우뢰 , Uloe; chin: , Léi; ang. Thunder): Piorun i jego koledzy z drużyny; Therno i Strato są drużyną kaskaderską i pojawiają się w odcinku 3 sezonu "Piorun w Abu Dhabi”, w którym mierzą się z drużyną Lotka.
- Narae (kor: 나래, Nalae; chin:奈良, Nàiliáng): Biały i niebieski samolot, jest maskotką Narodowego Muzeum Lotnictwa Korei Południowej i pojawia się w sezonie 5  w odcinku „Pokazy Lotnicze”, pomagając Super Wings. Narae również może się przemieniać.
- Windy (kor: 은하 , Eunha; chin: , Yǒu fēng): młoda ludzka dziewczyna, która jest młodszą siostrą Sztorma, pojawia się w odcinku „Niespodziewane wciągnięcie Super Lotków” w sezonie 5.
- Xuan Yi (kor: 쑤언 이 , Ssueon I; chin: , Xuān yí): Samochód w kolorze ochry, który może przekształcić się w robota, który pojawia się w filmie „Super Wings x Nissan Mini Movie”, w którym pomaga Dżetkowi i Cici (Sezon 4, odcinek „Festiwal świateł”)
- Largo (kor: 레이 , lei; chin: , Shèxiàn; ang. Ray): Kolejny holownik bagażowy, który wygląda jak Cargo, ponieważ są bliźniakami, pojawia się podczas odcinka „Fiesta Fiesta” (Sezon 1) i „Zgoda buduje...” (Sezon 2), ale nie mieszka na lotnisku.

### Złoczyńcy
- Super Drony (Kor: 슈퍼 드론, syupeo deulon; Chin: 超级无人机, Chāojí wú rén jī; ang. Super Drones): Maszyny, które stworzyła Neo. Pojawiają się tylko w 3 sezonie, odcinku pt. "Przyślijcie drony", Początkowo miały zastąpić Dżetka (w tym odcinku) w doręczaniu paczek dzieciom na całym świecie, lecz Dron który zastępował Dżetka w doręczeniu Paczki, przyleciał z pustą w środku paczką.
- Złoto Lot (Kor: 골든 보이, Goldeun Boi; Chin: 金小子, Jīn xiǎozi; ang. Golden Boy): Żółto-złoty samolot i główny antagonista w serii. Zawsze płata figle Dżetkowi i jego przyjaciołom.
- Wywrotek (ang. Golden Wheels): Złota ciężarówka, czasem wspiera Złotolota. Pojawia się w sezonie 6.
- Mambo (kor: 맘보; Chin:曼包): Niebieski pojazd terenowy z pomarańczowymi i czerwonymi płomieniami, pojawia się po raz pierwszy w odcinku "Chaos na pokazie aut w Genewie" sezonu 5, a następnie ponownie w odcinku "Pęd przez pustynię", gdzie łączy siły ze Złoto Lotem.

## Spis odcinków
| Premiera                                             | Nr  | Tytuł polski                            | Tytuł angielski                  |
| ---------------------------------------------------- | --- | --------------------------------------- | -------------------------------- |
| SERIA PIERWSZA                                       |     |                                         |                                  |
| 01.09.2017                                           | 001 | Latawiec                                | The Right Kite                   |
| 02.09.2017                                           | 002 | Teatr cieni                             | Shadow Play                      |
| 03.09.2017                                           | 003 | Gondolą na czas                         | Great Gondolas                   |
| 04.09.2017                                           | 004 | Aloha przygodo                          | Aloha Adventure                  |
| 05.09.2017                                           | 005 | Królewskie szczeniaczki                 | Puppies For A Princess           |
| 06.09.2017                                           | 006 | Sanki na Saharze                        | Sahara Sled                      |
| 07.09.2017                                           | 007 | Światła, kamera, akcja!                 | Lights Camera Action             |
| 08.09.2017                                           | 008 | Kłopoty z bańkami                       | Bubble Trouble                   |
| 09.09.2017                                           | 009 | Wyścig z czasem                         | Race Against Time                |
| 10.09.2017                                           | 010 | Gwiazdy Mongolii                        | Mongolian Stars                  |
| 11.09.2017                                           | 011 | I niech króluje samba                   | Samba Spectacular                |
| 12.09.2017                                           | 012 | Spec od piramid                         | Pyramid Kid                      |
| 13.09.2017                                           | 013 | Paraliżująca trema                      | Cold Feet                        |
| 14.09.2017                                           | 014 | Polowanie na bębniarza                  | Gorilla Band                     |
| 15.09.2017                                           | 015 | Na krawędzi                             | Balancing Act                    |
| 16.09.2017                                           | 016 | Papierowi wojownicy                     | Paper Rangers                    |
| 17.09.2017                                           | 017 | Wyprawa wikingów                        | Viking Voyage                    |
| 18.09.2017                                           | 018 | Lodowy wyścig                           | Arctic Run                       |
| 19.09.2017                                           | 019 | Przepis na sukces                       | A Winning Recipe                 |
| 20.09.2017                                           | 020 | Komnata tajemnic                        | Follow That Ghost                |
| 21.09.2017                                           | 021 | Gwiazda                                 | Pop Start                        |
| 22.09.2017                                           | 022 | Ptasi taniec                            | Feathered Friends                |
| 23.09.2017                                           | 023 | Kumple od malowania                     | Paint Pals                       |
| 24.09.2017                                           | 024 | Fiesta fiesta                           | Fiesta Fiesta                    |
| 25.09.2017                                           | 025 | Kąpiel dla Boonyinga                    | Boonying’s Bath                  |
| 26.09.2017                                           | 026 | Czas dla rodziny                        | Family Time                      |
| 01.10.2017                                           | 027 | Tor wyścigowy                           | Fast Track                       |
| 02.10.2017                                           | 028 | Uciekający ser                          | Cheese Chase                     |
| 03.10.2017                                           | 029 | Polowanie na dinozaura                  | Runaway Rex                      |
| 04.10.2017                                           | 030 | Drużyna zebry                           | Zebra Scouts                     |
| 05.10.2017                                           | 031 | W Australii                             | Aussie Animals                   |
| 06.10.2017                                           | 032 | Parada Pingwinów                        | Penguin Parade                   |
| 07.10.2017                                           | 033 | Zdumiewający Moritz                     | The Amazing Moritz               |
| 08.10.2017                                           | 034 | Start                                   | Blast Off                        |
| 09.10.2017                                           | 035 | Tata strażak                            | Fireman Dad                      |
| 10.10.2017                                           | 036 | Zabłąkana paczka                        | Square Search                    |
| 11.10.2017                                           | 037 | Uciekająca tęcza                        | Flying Colors                    |
| 12.10.2017                                           | 038 | Piracki łup                             | Pirate Booty                     |
| 13.10.2017                                           | 039 | Fanklub latania                         | Flight Fans                      |
| 14.10.2017                                           | 040 | Na tropie zabawek                       | Toy Trackers                     |
| 15.10.2017                                           | 041 | Taniec lwów                             | Lion Dance                       |
| 16.10.2017                                           | 042 | Uwięzieni w kopalni                     | Miner Problem                    |
| 25.12.2017                                           | 043 | Lepienie bałwana                        | Snow Ballin’                     |
| 17.10.2017                                           | 044 | Niespotykany rower                      | Wheel Good Time                  |
| 18.10.2017                                           | 045 | Zachód Słońca na Santorini              | Santorini Choo Choo              |
| 19.10.2017                                           | 046 | Deszczowy taniec                        | Rain Ride                        |
| 20.10.2017                                           | 047 | Poszukiwanie przyjaciół                 | Fish Friends                     |
| 21.10.2017                                           | 048 | W rytmie reggae                         | Jamaican Waves                   |
| 22.10.2017                                           | 049 | Rycerska przygoda                       | The Good Knight                  |
| 23.10.2017                                           | 050 | Dżin Dżetek                             | Wish Upon a Jett                 |
| 24.10.2017                                           | 051 | Dżetek farmerem                         | Farmer Jett                      |
| 25.10.2017                                           | 052 | Wielki występ                           | Acting Up                        |
| SERIA DRUGA                                          |     |                                         |                                  |
| 15.08.2018                                           | 053 | Mistrz Kung-fu                          | It Came From Hong Kong           |
| 16.08.2018                                           | 054 | Na tropie Yeti                          | Yeti Quest                       |
| 17.08.2018                                           | 055 | Szczęśliwe świnki                       | Swimming Pigs                    |
| 18.08.2018                                           | 056 | Mięśnie Heraklesa                       | The Great Inflate                |
| 19.08.2018                                           | 057 | Drużyna Tango                           | Team Tango                       |
| 20.08.2018                                           | 058 | W objęciach góry lodowej                | Tip of the Iceberg               |
| 21.08.2018                                           | 059 | Przygoda w Alpach                       | Alp Help                         |
| 22.08.2018                                           | 060 | Na wielką skalę                         | Think Big                        |
| 23.08.2018                                           | 061 | Wieża z całego świata                   | Dubai Fly By                     |
| 24.08.2018                                           | 062 | Robot gigant                            | The Jeju Giant                   |
| 25.08.2018                                           | 063 | Pando-mania                             | Panda-Monium                     |
| 26.08.2018                                           | 064 | Chcę być olbrzymem                      | The Large Little Laddie          |
| 27.08.2018                                           | 065 | Piknik z trollami                       | Tricky Trolls                    |
| 28.08.2018                                           | 066 | Uciekający dinozaur                     | Mango Dino                       |
| 29.08.2018                                           | 067 | Wycieczka do przeszłości                | Trip to Times Past               |
| 30.08.2018                                           | 068 | Wycieczka do przeszłości                | Trip to Times Past               |
| 16.10.2018                                           | 069 | Dom upiorów                             | House of Ghoulies                |
| 01.09.2018                                           | 070 | Mały detektyw                           | Junior Detective                 |
| 02.09.2018                                           | 071 | Bejsbolista Julio                       | Home Run Julio                   |
| 03.09.2018                                           | 072 | Zamieszanie z goframi                   | Waffle Mix-Up                    |
| 04.09.2018                                           | 073 | Siódemka wspaniałych                    | The Super Seven                  |
| 05.09.2018                                           | 074 | A psik, wielorybie                      | Whale Tale                       |
| 06.09.2018                                           | 075 | Błąd bermudzki                          | The Bermuda Blunder              |
| 07.09.2018                                           | 076 | Błąd bermudzki                          | The Bermuda Blunder              |
| 08.09.2018                                           | 077 | Jak rozśmieszyć księcia?                | Laugh, Prince, Laugh             |
| 09.09.2018                                           | 078 | Fortepianowa panika                     | Piano Panic                      |
| 10.09.2018                                           | 079 | Misja na Marsa                          | Mission On Mars                  |
| 23.12.2018                                           | 080 | Gwiazdka w Australii                    | Christmas Down Under             |
| 12.09.2018                                           | 081 | Podziemna przygoda                      | Drills and Thrills               |
| 13.09.2018                                           | 082 | Latający smok                           | The Dragon Flies                 |
| 14.09.2018                                           | 083 | Test zapachu                            | Sniff Test                       |
| 15.09.2018                                           | 084 | Dogonić dynię                           | The Pumpkin Roll                 |
| 16.09.2018                                           | 085 | Zgoda buduje…                           | Doubles Trouble                  |
| 20.12.2018                                           | 086 | Śniegowa kula                           | Snow on the Go                   |
| 11.09.2018                                           | 087 | Syreni śpiew                            | Memaid Melody                    |
| 17.09.2018                                           | 088 | Trening dalmatyńczyków                  | Dalmatian Doggercise             |
| 18.09.2018                                           | 089 | Domek dla ptaków                        | Barcelona Birdhouse              |
| 19.09.2018                                           | 090 | Kot w pudełku                           | Cat in the Box                   |
| 20.09.2018                                           | 091 | Pogoda na Tonga                         | Weather or Not                   |
| 21.09.2018                                           | 092 | Bardzo specjalna przesyłka              | Very Special Delivery            |
| 22.09.2018                                           | 093 | Bardzo specjalna przesyłka              | Very Special Delivery            |
| 23.09.2018                                           | 094 | Ekipa baletowa                          | Ballet Day                       |
| 24.09.2018                                           | 095 | Skaczące owieczki                       | The Sheep Heap                   |
| 25.09.2018                                           | 096 | Park Klockozaurów                       | Blockosaurus Park                |
| 26.09.2018                                           | 097 | Kłopoty z trompo                        | The Trouble With Trompos         |
| 27.09.2018                                           | 098 | Inwazja zabawek                         | Mangrove Mess                    |
| 28.09.2018                                           | 099 | Nie ma jak Rzym                         | There’s No Place Like Rome       |
| 29.09.2018                                           | 100 | Rozpędzony wielbłąd                     | Speed Hump                       |
| 30.09.2018                                           | 101 | Szpieg, który mnie zaskoczył            | The Spy Who Surprised Me         |
| 01.10.2018                                           | 102 | Wyścig na Wielkim Murze                 | Great Wall of Go                 |
| 02.10.2018                                           | 103 | Pogoń trojańska                         | Trojan Course                    |
| 03.10.2018                                           | 104 | Loch Ness pod lodem                     | Loch Ness on Ice                 |
| SERIA TRZECIA                                        |     |                                         |                                  |
| 01.09.2019                                           | 105 | Pa-ta-taj w Patagonii                   | Wild Horse Heroes                |
| 02.09.2019                                           | 106 | Jak zbudować domek na drzewie           | Treehouse Trouble                |
| 03.09.2019                                           | 107 | Kosmiczne Baursaki                      | Baursaki Blast-Off               |
| 04.09.2019                                           | 108 | Zagubieni w Everglades                  | Lost in the Everglades           |
| 05.09.2019                                           | 109 | Przypadek zaginionej walizki            | The Case of the Lost Suitcase    |
| 06.09.2019                                           | 110 | Gorące źródła                           | Hot Spring Helpers               |
| 07.09.2019                                           | 111 | Wirus w sieci                           | Webcaster Disaster               |
| 08.09.2019                                           | 112 | Koncert na Filipinach                   | Fun in the Philippines           |
| 09.09.2019                                           | 113 | Kaczy gwizdek                           | Duck Drama                       |
| 10.09.2019                                           | 114 | Kosmiczny wsad                          | Cosmic Slam Dunk                 |
| 11.09.2019                                           | 115 | W górę i w dół                          | Ups and Downs                    |
| 12.09.2019                                           | 116 | Kłopot z dużym chrząszczem              | Big Bug Problem                  |
| 13.09.2019                                           | 117 | Kłopot z dużym chrząszczem              | Big Bug Problem                  |
| 14.09.2019                                           | 118 | Harce na tajlandzkim targu              | Maeklong Market Madness          |
| 15.09.2019                                           | 119 | Najlepszy zamek z piasku                | Sandcastle Superstar             |
| 16.09.2019                                           | 120 | Przedstawienie musi trwać               | The Show Must Go On              |
| 17.09.2019                                           | 121 | Plecak dla Baraki                       | Backpack for Baraka              |
| 18.09.2019                                           | 122 | Podziemne miasto                        | Underground City                 |
| 19.09.2019                                           | 123 | Biwak na fiordach                       | Camp Fjord                       |
| 20.09.2019                                           | 124 | Konstelacja sytuacja                    | Constellation Situation          |
| 21.09.2019                                           | 125 | Moskiewskie metro                       | Moscow Metro                     |
| 22.09.2019                                           | 126 | Foodtruck                               | Foodtruck Ruckus                 |
| 23.09.2019                                           | 127 | Surfujący rekin niespodzianka           | Shark Surf Surprise              |
| 24.09.2019                                           | 128 | Olivia Odważna                          | Olivia the Brave                 |
| 25.09.2019                                           | 129 | Menażeria z wyspy Małgorzaty            | Margaret Island Menagerie        |
| 26.09.2019                                           | 130 | Szczeniaki na balu                      | Puppies at the Ball              |
| 27.09.2019                                           | 131 | Widać światło                           | Seeing the Light                 |
| 28.09.2019                                           | 132 | Dobry lekarz                            | The Good Doctor                  |
| 29.09.2019                                           | 133 | Piżamowa impreza                        | Pajama Party                     |
| 30.09.2019                                           | 134 | Na poszukiwanie manty                   | Searching for a Manta Ray        |
| 23.11.2019                                           | 135 | Oko na niebo                            | Eye On the Sky                   |
| 01.10.2019                                           | 136 | Zaginiony w Maroku                      | Jett, missing in Morocco!        |
| 02.10.2019                                           | 137 | Szwajcarskie porządki                   | Big Swiss Clean Up               |
| 03.10.2019                                           | 138 | Przyślijcie drony                       | Send in the Drones               |
| 04.10.2019                                           | 139 | Podwodny ślub                           | Mykonos Marriage Magic           |
| 05.10.2019                                           | 140 | Niespodzianka z syropem klonowym        | Maple Syrup Surprise             |
| 06.10.2019                                           | 141 | Bueno burrito                           | A Bueno Burrito                  |
| 07.10.2019                                           | 142 | Jak zebrać kiwi?                        | Kiwifruit Catastrophe            |
| 08.10.2019                                           | 143 | Piorun w Abu Dhabi                      | Abu Dhabi Thunder                |
| 09.10.2019                                           | 144 | Piorun w Abu Dhabi                      | Abu Dhabi Thunder                |
| SERIA CZWARTA                                        |     |                                         |                                  |
| 22.10.2020                                           | 145 | Kolorowe Alpaki                         | Fuzzy Alpaca Furballs            |
| 23.10.2020                                           | 146 | Festiwal świateł                        | Guangzhou Light Show             |
| 24.10.2020                                           | 147 | Płomień z fabryki samochodów            | Car Factory Chaos                |
| 25.10.2020                                           | 148 | Ciuchcia dla szympansów                 | Chimpanzee Choo Choo             |
| 26.10.2020                                           | 149 | Śniegowa księżniczka                    | The Snow Princess                |
| 27.10.2020                                           | 150 | Świnki na torze                         | Pig Out                          |
| 28.10.2020                                           | 151 | Wyjątkowe bańki                         | Don’t Burst My Bubble            |
| 29.10.2020                                           | 152 | Bułgarski miód                          | Bulgarian Bee Buzz               |
| 30.10.2020                                           | 153 | Ubłocony uszczęśliwiony                 | The Muddier The Merrier          |
| 31.10.2020                                           | 154 | Noah i jajokolosy                       | Noah’s Dinosaur Eggs             |
| 01.11.2020                                           | 155 | Zobaczyć UFO                            | Where Do You Go For a UFO?       |
| 28.11.2020                                           | 156 | Owocowa zabawa                          | Floating Fruit Fun               |
| 03.11.2020                                           | 157 | Sukienka dla lalki                      | Doll Daze                        |
| 04.11.2020                                           | 158 | Pogoń za Moai                           | Moai Fly By                      |
| 05.11.2020                                           | 159 | Triumf traktorów                        | Tractor Triumph                  |
| 06.11.2020                                           | 160 | Sprzątanie w oceanie                    | Pacific Rim Roundup              |
| 07.11.2020                                           | 161 | Teatr lalek Papier Rangers              | Paper Rangers Puppetry           |
| 08.11.2020                                           | 162 | Mongolskie koła                         | Mongolian Wheels                 |
| 09.11.2020                                           | 163 | Na ratunek podniebnej bazie             | Save World Aircraft              |
| 10.11.2020                                           | 164 | Na ratunek podniebnej bazie             | Save World Aircraft              |
| 11.11.2020                                           | 165 | Muralowy mętlik                         | Mural Mayhem                     |
| 12.11.2020                                           | 166 | Awantura jak z baśni                    | Fairy Tale Fracas                |
| 13.11.2020                                           | 167 | Brakujący rozdział                      | The Missing Chapter              |
| 14.11.2020                                           | 168 | Zamieszanie z czeskim zegarem           | Czech Clock Commotion            |
| 15.11.2020                                           | 169 | Pociąg z balonami                       | Balloon Train                    |
| 16.11.2020                                           | 170 | Delfinowy dylemat                       | Dolphin Dilemma                  |
| 17.11.2020                                           | 171 | Chaos w Halloween                       | Halloween Havoc                  |
| 18.11.2020                                           | 172 | Dzień w muzeum                          | A Day at the Museum              |
| 19.11.2020                                           | 173 | Holo bohaterowie                        | Holo Heroes                      |
| 20.11.2020                                           | 174 | Dzika różdżka maga                      | The Wild Wizard Wand             |
| 21.11.2020                                           | 175 | Wyprawa po kosmiczne skały              | A Rockin’ Space Mission          |
| 22.11.2020                                           | 176 | Wyprawa po kosmiczne skały              | A Rockin’ Space Mission          |
| 23.11.2020                                           | 177 | Amazońska przygoda                      | Amazon Adventure                 |
| 03.01.2021                                           | 178 | Noworoczna przygoda                     | A Happy New Year Adventure       |
| 16.01.2021                                           | 179 | Polarny plac zabaw na Grenlandii        | Greenland Polar Playground       |
| 26.11.2020                                           | 180 | Podróż łódką w butelce                  | Bottle Boat Bon Voyage           |
| 27.11.2020                                           | 181 | Król Tan                                | King Tan                         |
| 02.11.2020                                           | 182 | Kocia misja w Meksyku                   | Mexican Meow Mission             |
| 29.11.2020                                           | 183 | Łódź do krykieta                        | Cricket Boat and Bowl            |
| 30.11.2020                                           | 184 | Warzywna katastrofa                     | Cotton Candy Catastrophe         |
| SERIA KRÓTKOMETRAŻOWA Super Wings – wygraj z wirusem |     |                                         |                                  |
| 23.10.2020                                           | K01 | Maseczki                                | Wearing Masks                    |
| 24.10.2020                                           | K02 | Mycie rąk                               | Washing Hands                    |
| 25.10.2020                                           | K03 | Dystans                                 | Social Distancing                |
| 26.10.2020                                           | K04 | Kichanie                                | Sneezing                         |
| 27.10.2020                                           | K05 | Powitanie                               | Fun Greetings without Contact    |
| SERIA PIĄTA Super Lotki                              |     |                                         |                                  |
| 30.08.2021                                           | 185 | Dzień Super Wings                       | Super Wings Day                  |
| 31.08.2021                                           | 186 | Na ratunek motylom                      | Butterfly Rescue                 |
| 01.09.2021                                           | 187 | Panika w Pizie                          | Pisa Pasta Panic                 |
| 02.09.2021                                           | 188 | Bączki                                  | Spinning Tops                    |
| 03.09.2021                                           | 189 | Paczka z tygrysiątkiem                  | Baby Tiger Delivery              |
| 04.09.2021                                           | 190 | Chaos na pokazie aut w Genewie          | Geneva Car show chaos            |
| 05.09.2021                                           | 191 | Wyjątkowy koncert                       | A Very Special Concert           |
| 06.09.2021                                           | 192 | Pokazy lotnicze                         | Airport Museum Adventure         |
| 07.09.2021                                           | 193 | Szwedzka burza śnieżna                  | Swedish Snowstorm Sleepover      |
| 08.09.2021                                           | 194 | Na ratunek Superksiężycowi              | Super Moon Super Save            |
| 09.09.2021                                           | 195 | Na ratunek Superksiężycowi              | Super Moon Super Save            |
| 10.09.2021                                           | 196 | Sprawa zaginionego miasta               | The Case of the Missing Town     |
| 11.09.2021                                           | 197 | W poszukiwaniu trufli                   | Digging for Truffles             |
| 12.09.2021                                           | 198 | Elfy i Trole!                           | Rock’n Troll                     |
| 13.09.2021                                           | 199 | Niespodziewane wciągnięcie Super Lotków | Super Pet Sweep Up Surprise      |
| 14.09.2021                                           | 200 | Pęd przez pustynię                      | The Great Desert Dash            |
| 15.09.2021                                           | 201 | Wielkie problemy z małymi robakami      | Little Bug, Big Troubles         |
| 16.09.2021                                           | 202 | W krainie zabawek                       | Lost Toys in Dreamland           |
| 17.09.2021                                           | 203 | Wielki mały kłopot                      | Broadcast Station Commotion      |
| 18.09.2021                                           | 204 | Marionetki w Pilźnie                    | Puppet Problems in Pilsen        |
| 19.09.2021                                           | 205 | Gwiazda filmowa z kosmosu               | Alien Movie Stars                |
| 20.09.2021                                           | 206 | Kolorowe chmury                         | Flying Clouds of Colour          |
| 21.09.2021                                           | 207 | Mój nowy Sąsiad                         | My New Neighbor                  |
| 22.09.2021                                           | 208 | Uciekająca świnka Skarbonka             | Runaway Piggy Bank               |
| 23.09.2021                                           | 209 | Deszczowy Smok                          | The Rain Dragon                  |
| 24.09.2021                                           | 210 | Jak powstaje śnieg?                     | Newfoundland Snow Wonderland     |
| 25.09.2021                                           | 211 | Sto lat, rybki                          | Happy Birthday Fishes            |
| 26.09.2021                                           | 212 | Szczęśliwego Dnia Matki                 | Happy Mother’s Day               |
| 27.09.2021                                           | 213 | Rekin w aquaparku                       | There’s a Shark in my water park |
| 28.09.2021                                           | 214 | Nie powiększaj chomika                  | Hamster Disaster                 |
| 29.09.2021                                           | 215 | Myszka Perez                            | Perez the Mouse                  |
| 30.09.2021                                           | 216 | Rodzinny duch rocka                     | Rock Spirit Family               |
| 01.10.2021                                           | 217 | Wielki mały kłopot                      | Relay Delivery                   |
| 02.10.2021                                           | 218 | Podróż w czasie                         | Jurassic Journey                 |
| 03.10.2021                                           | 219 | Podróż w czasie                         | Jurassic Journey                 |
| 04.10.2021                                           | 220 | Hapi Super Szczeniaczek                 | Happy the Super Pup              |
| 05.10.2021                                           | 221 | Podróż dookoła świata                   | Special Trip Around the World    |
| 06.10.2021                                           | 222 | Latający domek dla zabawek              | The Flying Playhouse             |
| 07.10.2021                                           | 223 | Zwierzęta hodowlane aport               | Farm Friends Fetch               |
| 08.10.2021                                           | 224 | Królewskie pieski pod namiotem          | Royal Puppy Campers              |